# Dimitri Foulquier
Pour les articles homonymes, voir Foulquier.
Dimitri Foulquier, né le 23 mars 1993 à Sarcelles (Val-d'Oise), est un footballeur français international guadeloupéen. Il joue au poste d'arrière droit au Valence CF.

## Biographie

### Enfance et débuts de footballeur
Né le 23 mars 1993 à Sarcelles, Dimitri Foulquier est issu d'une famille guadeloupéenne. Très jeune, il quitte l'Île-de-France avec ses parents, pour retourner en Guadeloupe. C'est là qu'il commence à jouer au football.
Dimitri Foulquier débute ainsi au CS Capesterre-Belle-Eau, en 2000, avant d'intégrer le CAM Capesterre un an plus tard. En 2007, il participe avec la sélection de Guadeloupe à la Coupe nationale des moins de 15 ans, sur les terrains de l'INF Clairefontaine, alors qu'il est surclassé. C'est là qu'il est repéré par Patrick Rampillon, directeur du centre de formation du Stade rennais, avec lequel il finit par s'engager.
Il quitte alors la Guadeloupe pour la Bretagne, et intègre les équipes de jeunes rennaises en 2007. Alors aligné sur le côté droit, en position d'ailier ou de défenseur, il progresse rapidement, et se voit décerner le prix de meilleur joueur du centre de formation en avril 2010. Foulquier intègre alors, en décembre 2010, l'équipe de France de sa génération, d'abord en moins de 18 ans, puis avec les moins de 19 ans en 2011-2012, disputant au passage l'Euro de la catégorie, qui se clôt par une élimination en demi-finale. Au total, il cumule sept sélections en moins de 18 ans, et dix sélections en moins de 19 ans, pour un but marqué. Performant en club et en sélection, il tape rapidement à la porte de l'effectif professionnel.

### Carrière en club

#### Stade rennais (2011-2013)
À 18 ans, le 2 octobre 2011, il dispute son premier match de Ligue 1, face à Lille, au Stadium de Villeneuve-d'Ascq,, mais ne dispute que les quarante-cinq premières minutes de la partie, avant d'être remplacé par Romain Danzé. Deux mois et demi plus tard, le 20 décembre 2011, il signe néanmoins son premier contrat professionnel, qui le lie pour une durée de trois ans avec le Stade rennais.
À l'issue de sa première saison professionnelle, il totalise trois apparitions chez les professionnels, dont une en Ligue Europa face à l'Atlético Madrid au stade Vicente-Calderón, où il fait bonne impression. En concurrence, pour le poste d'arrière droit, avec Romain Danzé et Kévin Théophile-Catherine notamment, il obtient la confiance de son entraîneur Frédéric Antonetti, et rentre dans la rotation de son équipe en défense, pour la saison 2012-2013.

#### Grenade CF (2013-2017)
Le 28 août 2013 le Stade rennais le prête avec option d'achat au club espagnol de Grenade CF.

#### Watford (depuis 2017)
Fin août 2017, il est transféré au club anglais de Watford.

##### Prêts à Strasbourg et Getafe (2017-2019)
Il est aussitôt prêté au RC Strasbourg.
Le 23 août 2018, il est de nouveau prêté, cette fois  pour une saison au Getafe CF.

##### Court retour à Watford (2019)
Foulquier joue son premier match pour Watford le 27 août 2019 face au Coventry City en Coupe de la Ligue (victoire 3-0). Il découvre la Premier League le 21 septembre contre Manchester City.

##### Prêt à Grenade (2020-2021)
Le 2 janvier 2020, Foulquier revient une nouvelle fois au Grenade CF, sous la forme d'un prêt s'étalant jusqu'à la fin de la saison avec option d'achat.
Trois jours plus tard, Foulquier joue son premier match en entrant en jeu durant une victoire 1-0 contre le RCD Majorque en Liga. Le 23 février, Foulquier inscrit un but lors d'une victoire à Osasuna.
Le 14 août 2020, il rejoint Grenade.

#### Valence (2021-)
Le 30 août 2021, Foulquier a signé un contrat de quatre ans avec le Valencia, également en première division, pour un montant de 2,5 millions d'euros. Il a effectué sept apparitions alors qu'ils étaient vice-champions de la Copa del Rey, étant remplacé par Yunus Musah à la 100e minute du match nul 1-1 contre le Betis lors duquel son remplaçant fut le seul à manquer lors de la séance de tirs au but,.

### En équipe nationale
À l'été 2013, il participe à la Coupe du monde des moins de 20 ans et la remporte face à l'Uruguay. En finale il inscrit le tir au but victorieux de son équipe.
Foulquier est convoqué par Jocelyn Angloma en équipe de Guadeloupe au mois de novembre 2018. Il honore sa première sélection le 19 novembre 2018 lors d'une lourde défaite 6-0 contre le Curaçao.

## Statistiques
| Saison                | Club                  | Championnat           | Championnat | Championnat | Coupe nationale | Coupe nationale | Coupe de la Ligue | Coupe de la Ligue | Compétition(s) continentale(s) | Compétition(s) continentale(s) | Compétition(s) continentale(s) | Guadeloupe | Guadeloupe | Total | Total |
| Saison                | Club                  | Division              | M.          | B.          | M.              | B.              | M.                | B.                | Comp.                          | M.                             | B.                             | M.         | B.         | M.    | B.    |
| 2011-2012             | Stade rennais FC      | Ligue 1               | 2           | 0           | -               | -               | -                 | -                 | C3                             | 1                              | 0                              | -          | -          | 3     | 0     |
| 2012-2013             | Stade rennais FC      | Ligue 1               | 15          | 0           | -               | -               | 2                 | 0                 | -                              | -                              | -                              | -          | -          | 17    | 0     |
| 2013-2014             | Stade rennais FC      | Ligue 1               | 2           | 0           | -               | -               | -                 | -                 | -                              | -                              | -                              | -          | -          | 2     | 0     |
| Sous-total            | Sous-total            | Sous-total            | 19          | 0           | -               | -               | 2                 | 0                 | -                              | 1                              | 0                              | -          | -          | 22    | 0     |
| 2013-2014             | Grenade CF (prêt)     | La Liga               | 24          | 0           | 1               | 0               | -                 | -                 | -                              | -                              | -                              | -          | -          | 25    | 0     |
| 2014-2015             | Grenade CF            | La Liga               | 25          | 0           | 2               | 0               | -                 | -                 | -                              | -                              | -                              | -          | -          | 27    | 0     |
| 2015-2016             | Grenade CF            | La Liga               | 21          | 1           | 3               | 0               | -                 | -                 | -                              | -                              | -                              | -          | -          | 24    | 1     |
| 2016-2017             | Grenade CF            | La Liga               | 22          | 0           | -               | -               | -                 | -                 | -                              | -                              | -                              | -          | -          | 22    | 0     |
| Sous-total            | Sous-total            | Sous-total            | 92          | 1           | 6               | 0               | -                 | -                 | -                              | -                              | -                              | -          | -          | 98    | 1     |
| 2019-2020             | Watford FC            | Premier League        | 3           | 0           | -               | -               | 2                 | 0                 | -                              | -                              | -                              | -          | -          | 5     | 0     |
| 2017-2018             | RC Strasbourg (prêt)  | Ligue 1               | 16          | 0           | 2               | 0               | 1                 | 0                 | -                              | -                              | -                              | -          | -          | 19    | 0     |
| 2018-2019             | Getafe CF (prêt)      | La Liga               | 25          | 3           | 4               | 0               | -                 | -                 | -                              | -                              | -                              | 2          | 0          | 31    | 3     |
| 2019-2020             | Grenade CF (prêt)     | La Liga               | 17          | 1           | 5               | 0               | -                 | -                 | -                              | -                              | -                              | -          | -          | 22    | 1     |
| 2020-2021             | Grenade CF            | La Liga               | 32          | 0           | 4               | 1               | -                 | -                 | C3                             | 10                             | 0                              | -          | -          | 46    | 1     |
| 2021-2022             | Grenade CF            | La Liga               | 2           | 0           | -               | -               | -                 | -                 | -                              | -                              | -                              | -          | -          | 2     | 0     |
| Sous-total            | Sous-total            | Sous-total            | 51          | 1           | 13              | 1               | -                 | -                 | -                              | 10                             | 0                              | -          | -          | 74    | 2     |
| 2021-2022             | Valence CF            | La Liga               | 29          | 0           | 7               | 0               | -                 | -                 | -                              | -                              | -                              | -          | -          | 36    | 0     |
| 2022-2023             | Valence CF            | La Liga               | 30          | 0           | 3               | 0               | -                 | -                 | -                              | -                              | -                              | -          | -          | 33    | 0     |
| 2023-2024             | Valence CF            | La Liga               | 33          | 0           | 1               | 0               | -                 | -                 | -                              | -                              | -                              | -          | -          | 34    | 0     |
| 2024-2025             | Valence CF            | La Liga               | 32          | 0           | 2               | 0               | -                 | -                 | -                              | -                              | -                              | -          | -          | 34    | 0     |
| Sous-total            | Sous-total            | Sous-total            | 124         | 0           | 13              | 0               | -                 | -                 | -                              | -                              | -                              | -          | -          | 137   | 0     |
| Total sur la carrière | Total sur la carrière | Total sur la carrière | 300         | 5           | 34              | 1               | 5                 | 0                 | -                              | 11                             | 0                              | 2          | 0          | 352   | 6     |

## Palmarès
- France -20 ans
  - Coupe du monde des moins de 20 ans :
    - Vainqueur : 2013.